# محکم (ترانه وان دایرکشن)
«محکم» (به انگلیسی: Strong) تک‌آهنگی تبلیغاتی از گروه انگلیسی-ایرلندی وان دایرکشن برای سومین آلبوم استودیویی آن‌ها خاطرات شبانه (۲۰۱۳) است، که در ۲۰ نوامبر ۲۰۱۳ توسط سایکو رکوردز و کلمبیا رکوردز منتشر شد.
این ترانه در چارت‌های نیوزلند در رتبه اول و در چارت‌های ایتالیا، والونیا، دانمارک، فلاندرز، اسپانیا جزو ده ترانه اول قرار گرفت.